# أوتو كارل بيرغ
أوتو كارل بيرغ (1815-1866) (بالإنجليزية: Otto Karl Berg) هو عالم نبات ألماني.